# 岩手県立岩谷堂農林高等学校
岩手県立岩谷堂農林高等学校（いわてけんりついわやどうのうりんこうとうがっこう）は、岩手県奥州市(旧江刺市)に存在した公立の農林高等学校。
略称は「岩農」（いわのう）。2009年3月に岩手県立岩谷堂高等学校と統合し廃校となった。

## 設置学科
- 全日制課程 
  - 生産技術科
  - 産業工学科

## 沿革
- 1943年 岩手県立岩谷堂農林学校（林業科・農業土木科）設立許可。
- 1948年 学制改革により岩手県立岩谷堂農林高等学校と改称。全日制と定時制を設置。
- 1958年 農林高校の定時制5分校が統合し、岩手県立江刺高等学校となる。
- 1980年 岩谷堂農林高校と江刺高校が統合し、岩手県立岩谷堂農林高等学校に改称。
- 2009年 岩手県立岩谷堂高等学校と統合し閉校。

## 所在地
- 岩手県奥州市江刺区岩谷堂字根岸116

北緯39度12分19.3秒 東経141度10分12.4秒 / 北緯39.205361度 東経141.170111度